# National Astronomical Observatory of Japan
Das National Astronomical Observatory of Japan (japanisch 国立天文台 kokuritsu temmondai ‚staatliches Observatorium‘, kurz NAOJ) ist eine astronomische Forschungsinstitution in Japan, die mehrere Observatorien in Japan und eines in Hawaii betreibt. 

## Geschichte
Die Institution entstand 1988 aus drei bestehenden Einrichtungen: dem Tokyo Astronomical Observatory der Universität Tokio, dem International Latitude Observatory of Mizusawa, und einem Teil des Research Institute of Atmospherics der Universität Nagoya.
In der 2004 reformierten Struktur der nationalen Forschungseinrichtungen wurde das NAOJ zu einem Teil der National Institutes of Natural Sciences.
Anlässlich des 20-jährigen Bestehens der Institution wurde 2008 der Asteroid (100483) NAOJ nach ihr benannt.

## Einrichtungen

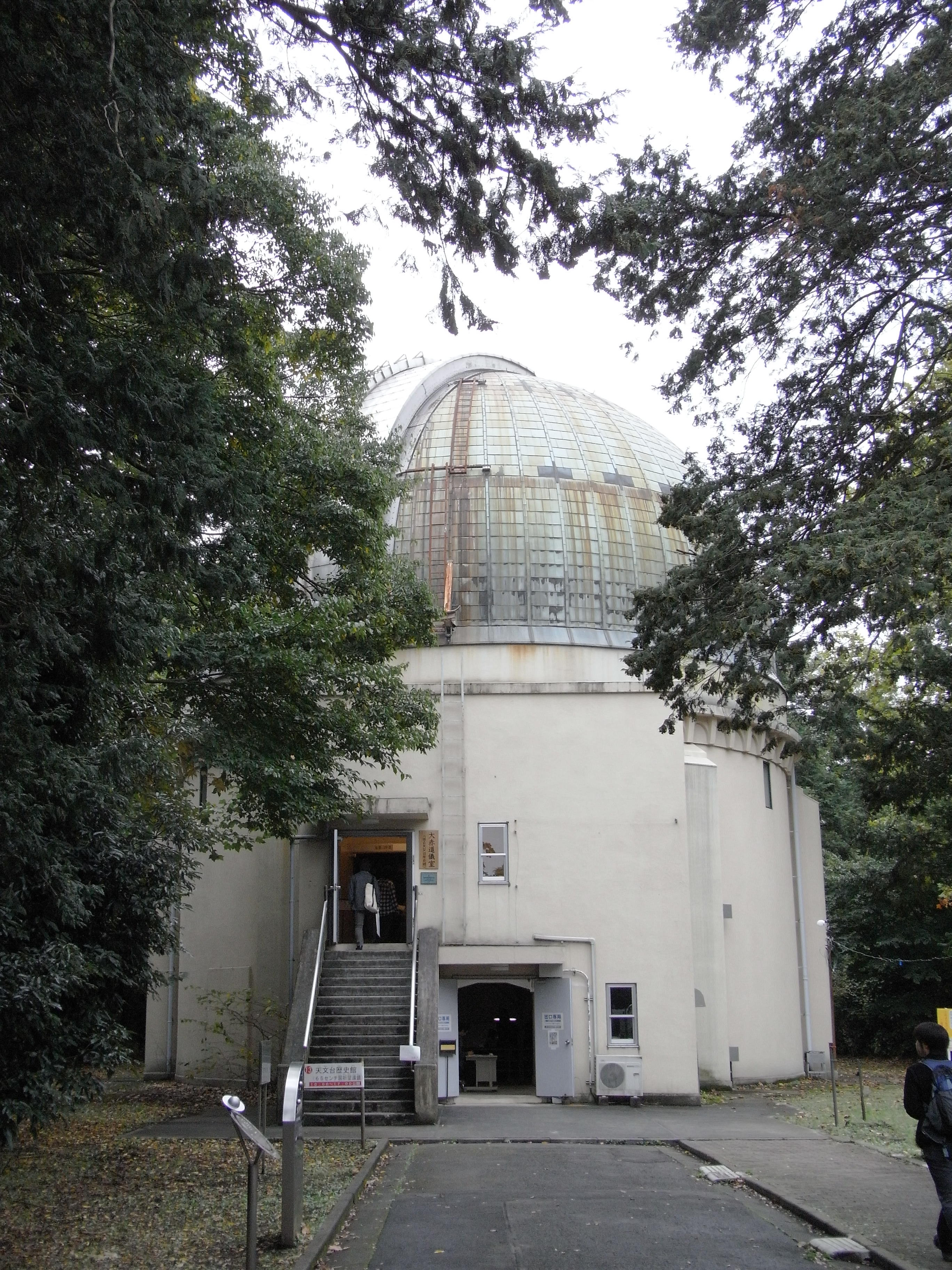
Kuppel des 65-cm-Refraktors, beherbergt nun das Observatory History Museum

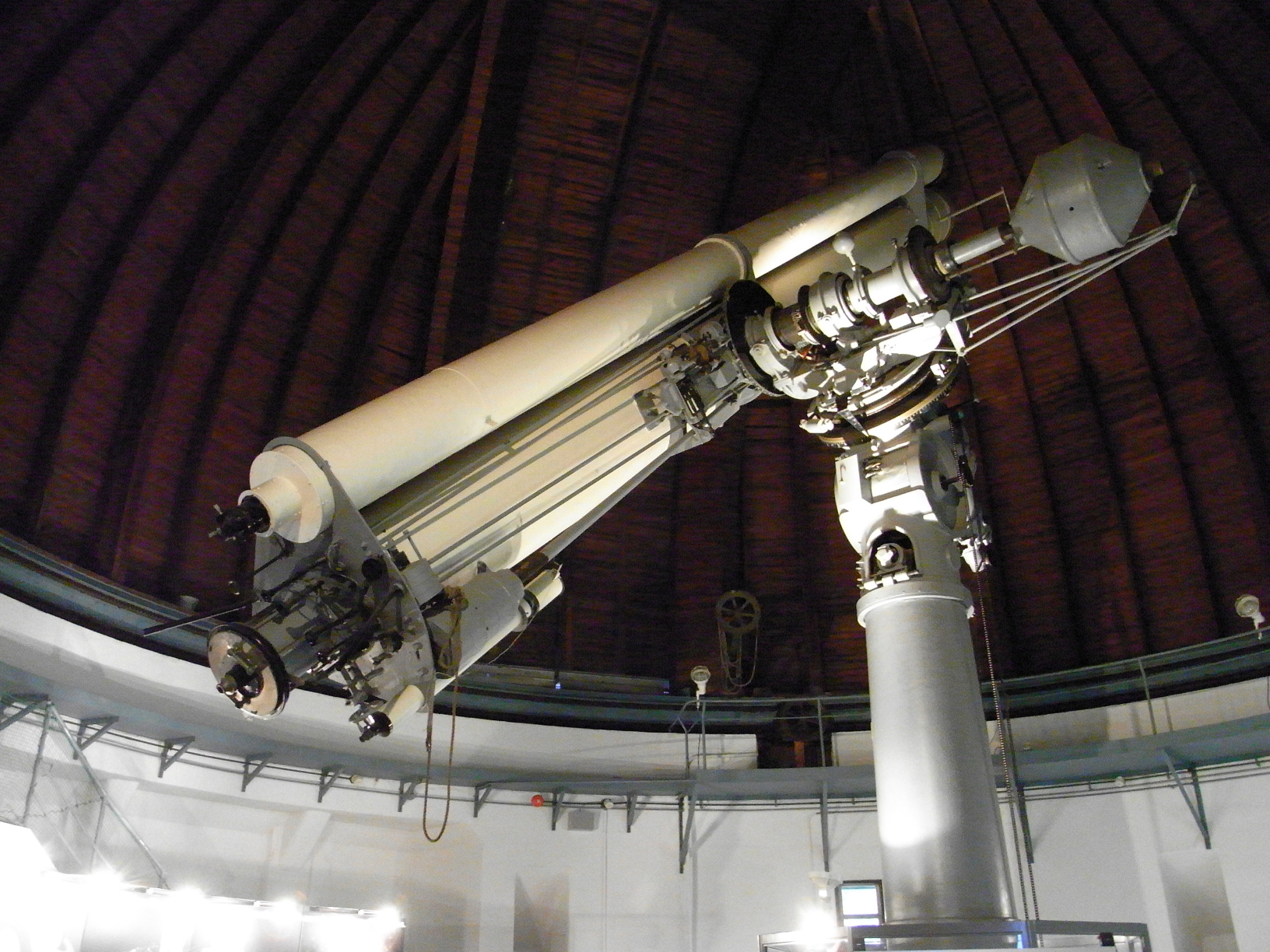
65-cm-Refraktor

### Mitaka-Campus
(Mitaka, 35° 40′ 30,8″ N, 139° 32′ 17,1″ O)
- Zentrale Verwaltungsstelle, Astronomy Data Center, Advanced Technology Center, Public Relations Center
- Solar-Flare-Teleskop, Sonnenflecken-Teleskop, interferometrischer Gravitationswellendetektor TAMA 300
- Tokyo Photoelectric Meridian Circle (ein Teleskop mit 19 cm Öffnung und 257,6 cm Brennweite)
- historische Instrumente: ein Sonnen-Turmteleskop ("Einstein Tower"), ein 65-cm-Refraktor und ein 20-cm-Linsenteleskop mit einer Brennweite von 310 cm mit der Bezeichnung "Gaultier Meridian Circle" (mit einem Durchgangsinstrument von Johann Adolf Repsold)

### Nobeyama Radio Observatory & Nobeyama Solar Radio Observatory
(Minamimaki, Präfektur Nagano, 35° 56′ 27,6″ N, 138° 28′ 12,9″ O)
- 45-m-Radioteleskop, Nobeyama Millimeter Array, Nobeyama Radio Heliograph

### Mizusawa VERA Observatory

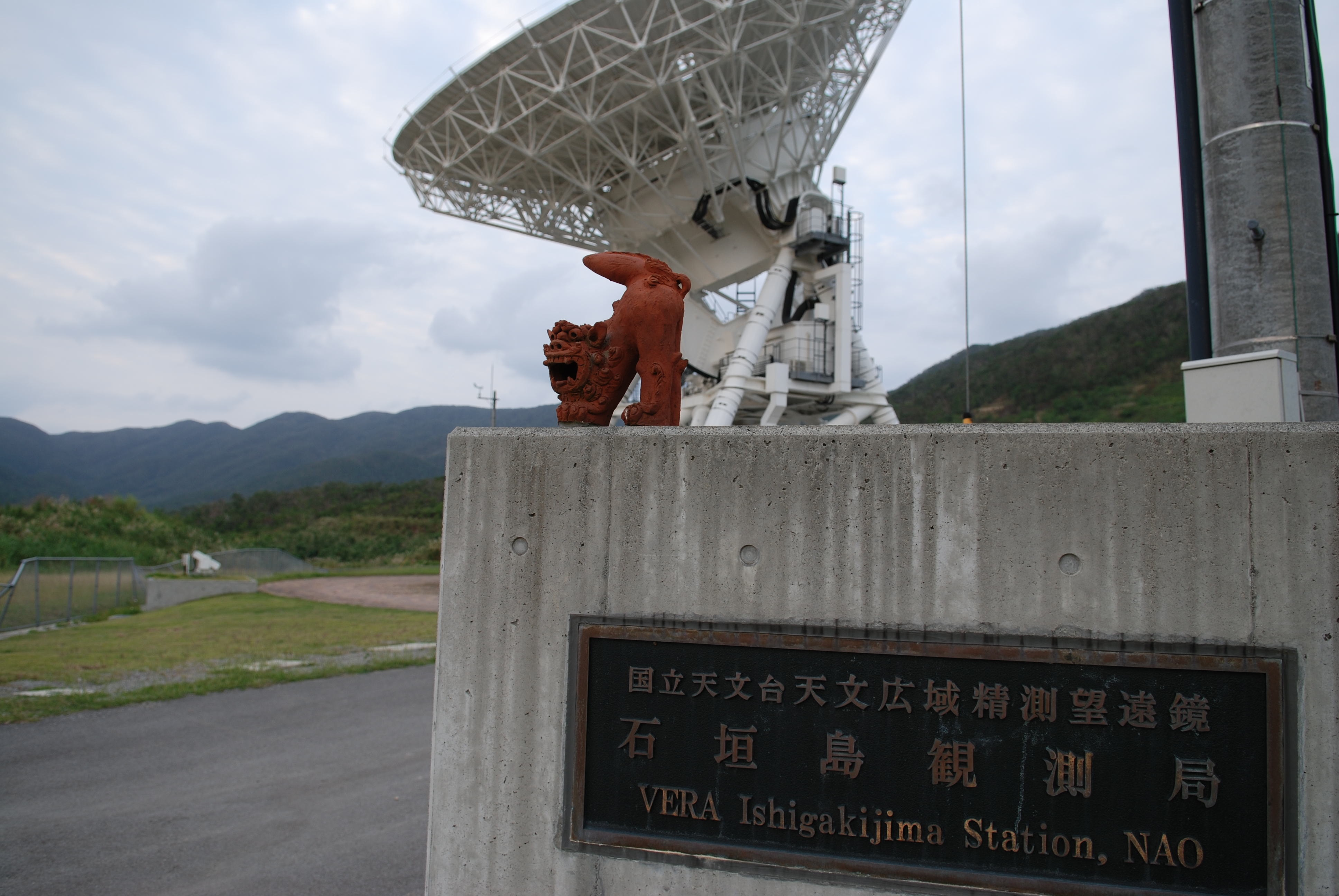
VERA Ishigakijima Station

(Ōshū, 39° 8′ 6,3″ N, 141° 7′ 59,5″ O)
- 20-m-Radioteleskop, 10-m-VLBI-Radioteleskop
- Dr.-Kimura-Museum

weitere VERA-Radioteleskope:
- Chichi-jima, 27° 5′ 30″ N, 142° 13′ 0″ O
- Satsumasendai, 31° 44′ 52,2″ N, 130° 26′ 23,8″ O
- Ishigaki-jima, 24° 24′ 43,8″ N, 124° 10′ 15,6″ O

### Okayama Astrophysical Observatory

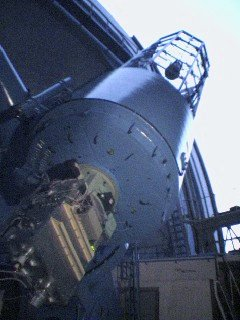
Das 188-cm-Teleskop in Okayama

(Auf dem Berg Chikurinji, Präfektur Okayama, 34° 34′ 33,9″ N, 133° 35′ 38,8″ O)
- 188-cm-Teleskop, 91-cm-Teleskop, 65-cm-Coude-Type Sonnenteleskop

### Norikura Solar Observatory
(Norikura, Hida-Gebirge, 36° 7′ 0,9″ N, 137° 33′ 9,1″ O)
- 25-cm-Koronograf, 10-cm-Koronograf

### Hawaii Observatory
(Hawaii)
- Subaru 8-m-Teleskop
- Hilo Base Facility (Hilo)

## Projekte mit Beteiligung des NAOJ
- ALMA, ASTE
- Kaguya (Raumsonde)
- VSOP, VSOP-2
- Hinode (Solar-B)
- SPICA (Satellit)
- JASMINE
- Hubble Origins Probe